# Atholus americanus
Atholus americanus (лат.) — вид жуков-карапузиков из подсемейства Histerinae (триба Histerini, Histeridae). Он встречается в Северной Америке, от восточных предгорий Скалистых гор до центрального Квебека, южная граница его ареала плохо известна. Размер варьирует от 2,7 до 4,2 мм. Этот вид отличается от других представителей Atholus объединенными 5-й спинной и шовной полосами, а также отсутствием каких-либо подплечевых полос.